# Município de Meigs (condado de Adams, Ohio)
O município de Meigs (em inglês: Meigs Township) é um município localizado no condado de Adams no estado estadounidense de Ohio. No ano de 2010 tinha uma população de 3.905 habitantes e uma densidade populacional de 23,9 pessoas por km².

## Geografia
O município de Meigs encontra-se localizado nas coordenadas 38° 54′ 14″ N, 83° 22′ 19″ O. Segundo a Departamento do Censo dos Estados Unidos, o município tem uma superfície total de 163.37 km², da qual 162,13 km² correspondem a terra firme e (0,76 %) 1,24 km² é água.

## Demografia
Segundo o censo de 2010, tinha 3.905 habitantes residindo no município de Meigs. A densidade populacional era de 23,9 hab./km². Dos 3.905 habitantes, o município de Meigs estava composto pelo 96,95 % brancos, o 0,59 % eram afroamericanos, o 0,44 % eram amerindios, o 0,05 % eram asiáticos, o 0,31 % eram de outras raças e o 1,66 % eram de uma mistura de raças. Do total da população o 1,08 % eram hispanos ou latinos de qualquer raça.